# Tratado de Falaise

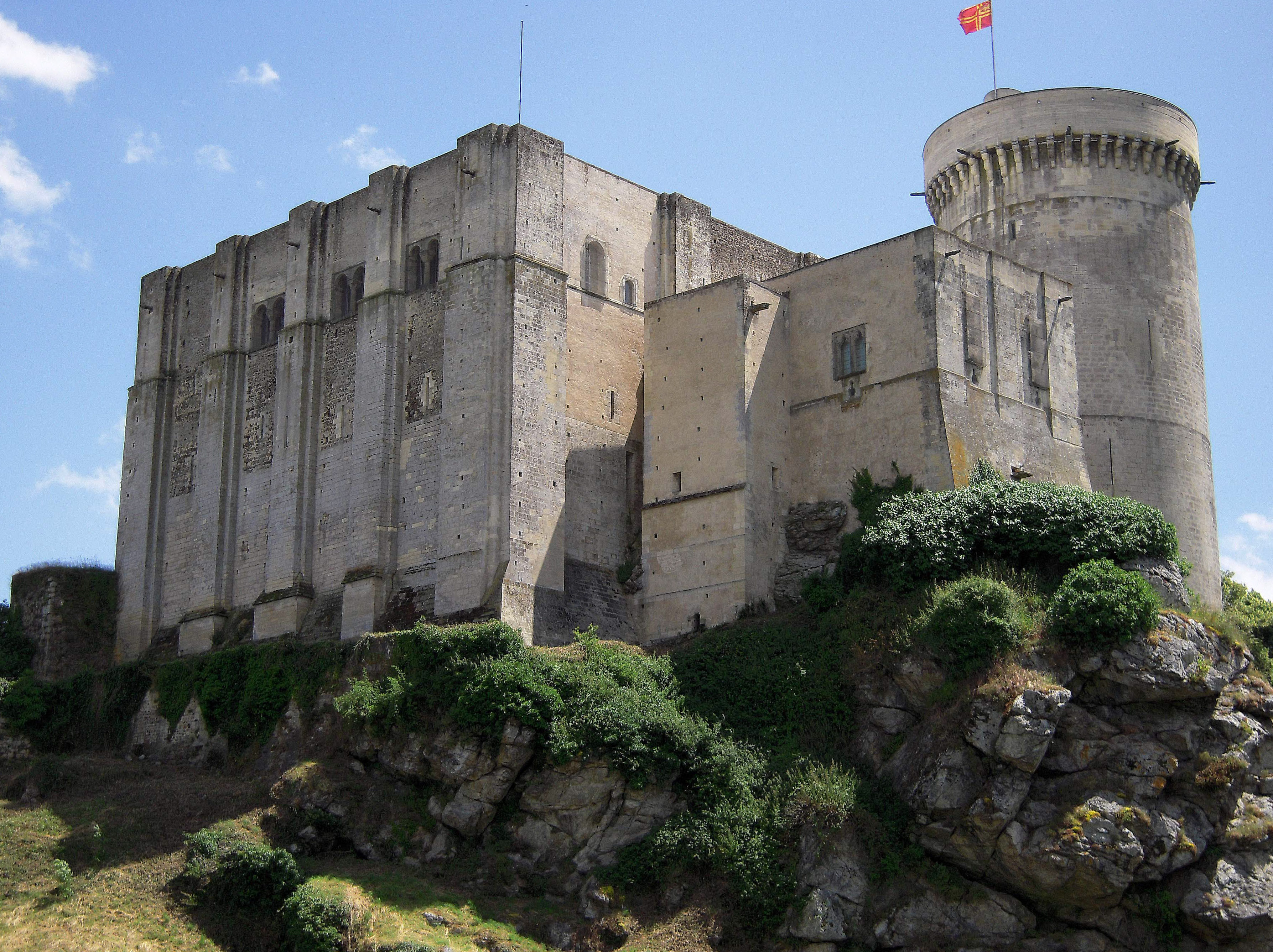
Castillo de Falaise.

El Tratado de Falaise fue un acuerdo firmado en diciembre de 1174 entre Guillermo, rey de Escocia, y su captor, el rey de Inglaterra, Enrique II. La firma del tratado tuvo lugar en el castillo de Falaise, propiedad de los duques de Normandía. 
Al no tener heredero, Guillermo tuvo que negociar su libertad para evitar el fin del linaje de los reyes de Escocia, y el tratado le obligaba a jurar que Escocia estaría siempre subordinada a la Corona inglesa, su iglesia a la de Inglaterra y que soldados ingleses ocuparían varios castillos claves en Escocia, las de Roxburgh, Berwick, Jedburgh, Edimburgo y Stirling, a cargo de un impuesto especial para su manutención.
Guillermo, al participar en la revuelta contra Enrique liderada por los hijos de este, Enrique, Ricardo (el futuro Ricardo I, Corazón de León) y Godofredo, junto con su propia mujer, Leonor de Aquitania y apoyados por el rey Luis VII de Francia y los condes de Flandes y de Bolonia, había sido capturado en julio de ese año en la batalla de Alnwick.
El tratado fue derogado quince años más tarde, en 1189, por Ricardo I, heredero de Enrique, cuando, ansioso de financiar su participación en la Tercera Cruzada (1189-1192), vendió a Guillermo aquellas zonas de Escocia, y los castillos, que su padre había conquistado.